# 索泽 (洛特省)
索泽（法語：Sauzet，法語發音：[sozɛ]）是法国洛特省的一个市镇，属于卡奥尔区。

## 地理
索泽（44°25'5"N, 1°15'19"E）面积11.09 平方千米，位于法国奧克西塔尼大區洛特省，该省份为法国西南部内陆省份，北起顺时针与科雷兹省、康塔爾省、阿韦龙省、塔恩-加龙省、洛特-加龍省和多尔多涅省接壤。
与索泽接壤的市镇（或旧市镇、城区）包括：阿尔巴斯、康拜拉克、卡尔纳克-鲁菲亚克、维勒塞克、凯尔西地区巴格洛讷。

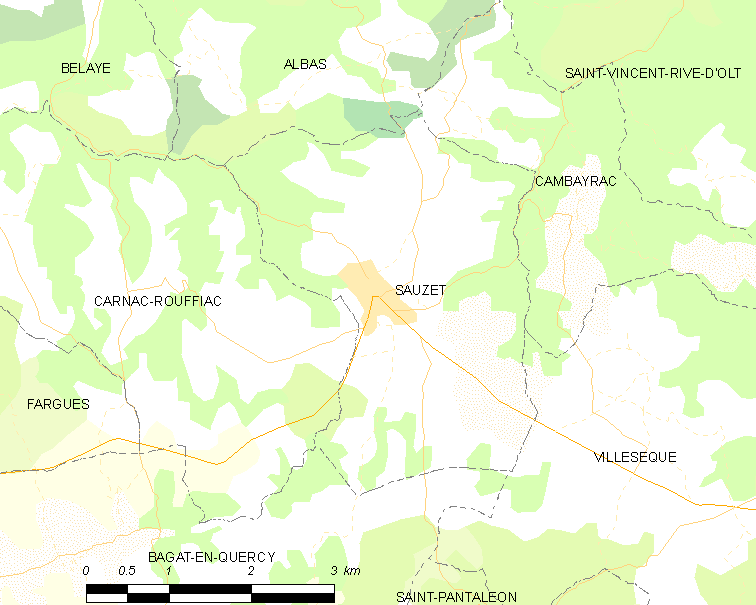
的OSM定位图

索泽的时区为UTC+01:00、UTC+02:00（夏令时）。

## 行政
索泽的邮政编码为46140，INSEE市镇编码为46301。

## 政治
索泽所属的省级选区为吕泽什县。

## 人口

1962-2008年间人口变化图示

索泽于2022年1月1日时的人口数量为533人。